# The Rolling Stones

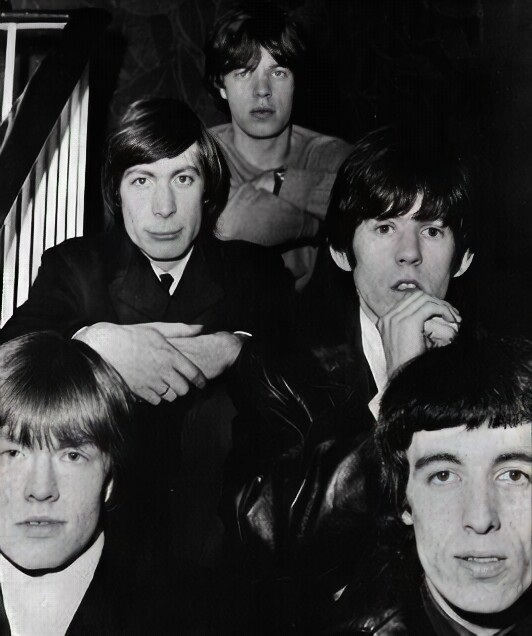
The Rolling Stones 1965: Brian Jones, Charlie Watts, Mick Jagger, Keith Richards, Bill Wyman

The Rolling Stones là một ban nhạc Anh, ban nhạc có thể loại âm nhạc rock and roll pha trộn với nhạc blues, rhythm and blues đã trở nên phổ biến trong thời kỳ "British Invasion" đầu thập niên 1960. Ban nhạc này đã được thành lập ở Luân Đôn năm 1962 bởi Brian Jones, và cuối cùng đã được dẫn dắt bởi ca sĩ Mick Jagger và nghệ sĩ chơi guitar Keith Richards. Tay trống Charlie Watts và người chơi guitar bass Bill Wyman đã hoàn tất đội hình đầu tiên ban đầu. Hình ảnh tóc tai bù xù và surly youth là điều mà nhiều nhạc sĩ vẫn phải noi gương.
Người dẫn dắt ban nhạc ban đầu là Jones đã bị sa thải ra khỏi ban nhạc và cuối cùng đã qua đời năm 1969 và đã được thay bằng Mick Taylor 20 tuổi. Việc đưa Taylor vào nhập ban nhạc đã giúp dẫn dắt ban nhạc quay lại về hướng nhạc dựa trên rock nhiều hơn, một xu hướng mà ban nhạc đã tìm kiếm sau khi Jones ra đi. Chính trong đợt 1969 American tour thì ban nhạc Stones đã được giới thiệu và sau đó thường được gọi là "Ban nhạc Rock & Roll vĩ đại nhất thế giới". Taylor cũng rời Stones vào năm 1974, và được thay bằng tay chơi guitar trước đây của Faces là Ron Wood. Wyman rời ban nhạc năm 1993.
Ban nhạc đã phát hành 55 album tác phẩm gốc và biên tập và đã có 37 top 10 đĩa đơn. Họ đã bán ra hơn 200 triệu album trên khắp thế giới. Album năm 1971 Sticky Fingers đã bắt đầu một chuỗi 8 album số một ở Hoa Kỳ. Năm 1989, ban nhạc the Rolling Stones đã được bổ nhiệm vào Rock and Roll Hall of Fame, và năm 2004 họ đã xếp số 4 trong 100 Nghệ sĩ vĩ đại nhất mọi thời đạiLưu trữ ngày 10 tháng 8 năm 2007 tại Wayback Machine của tạp chí Rolling Stone. Album gần đây nhất của họ, A Bigger Bang, đã được phát hành năm 2005 và đã được đi kèm bằng tua vòng quanh thế giới kéo dài hai năm vẫn đang tiếp diễn.

## Lịch sử

### Những năm đầu
Keith Richards và Mick Jagger vốn là bạn từ thuở bé và học cùng lớp ở Dartford, Kent đến khi Jagger chuyển đến Wilmington. Jagger đã thành lập một ban nhạc garage cùng Dick Taylor, chủ yếu chơi cùng thể loại của Muddy Waters, Chuck Berry, Little Richard, Howlin' Wolf và Bo Diddley. Jagger cũng hẹn gặp Keith Richards năm 1960 tại nhà ga xe lửa Dartford. Hãng thu âm của Chuck Berry và Muddy Waters tin rằng Jagger sẽ là một thành viên rất hữu ích để cân nhắc hợp tác với họ vì lợi ích chung. Richard thường xuyên mời Jagger và Taylor tham gia trong một cuộc họp kín ở nhà Jagger. Cuộc họp được chuyển tới nhà của Taylor cuối năm 1961 khi nhóm có thêm hai thành viên mới Alan Etherington và Bob Beckwith. Họ tự đặt tên cho ban nhạc của mình là The Blue Boys.
Tháng 3 năm 1962, The Blue Boys vô tình đọc được địa chỉ của CLB Ealing Jazz trên báo Jazz News viết 7 tháng 4 năm 1962. Các thành viên trong ban nhạc lần đầu gặp Brian Jones khi ông đang tập ngồi trượt đàn guitar với tiếng rhythm Luân Đôn của Alexis Korner và ban nhạc Blues Blues Incorporated, nơi có các thành viên tương lai trong The Rolling Stones Ian Stewart và Charlie Watts. Trước khi ghé thăm CLB Blue Jazz, The Blue Boys đã gửi tệp băng thu âm tốt nhất của ban nhạc tới Alexis Korner và gây ấn tượng mạnh với ông. Sau cuộc gặp với Korner, Jagger và Richards bắt đầu trình diễn với Blues Incorporated.
Trong khi Brian Jones bận quảng cáo cho ban nhạc trên Jazz News thì Ian Stewart cuối cùng cũng tìm được không gian lý tưởng để cùng Jones bật rhythm chơi bài Chicago blues. Khoảng một thời gian ngắn sau Jagger, Taylor và Richards rời khỏi nhóm Blues Incorporated để nhận lời mời tham gia với Jones và Stewart. Thế nhưng ngay trong buổi tập đầu tiên, cả tay guitar Geoff Bradford và hát chính Brian Night đã từ chối tham gia ban nhạc với lý do phản đối việc chơi các bài của Chuck Berry và Bo Diddley mà Jagger và Richards yêu thích. Tháng 6 năm 1962 các thành viên chính của ban nhạc bao gồm: Jagger, Jones, Richards, Stewart, Taylor và tay trống Tony Chapman. Theo Richards kể lại, Jones thường rửa tội cho ban nhạc trong khi gọi điện đến Jazz News. Ngay khi được hỏi tên ban nhạc thì Jones đã nhìn thấy tấm Muddy Waters LP nằm trên sàn nhà. Một trong những track nổi tiếng của LP là "Rollin' Stone".